# Zimowa Uniwersjada 1966

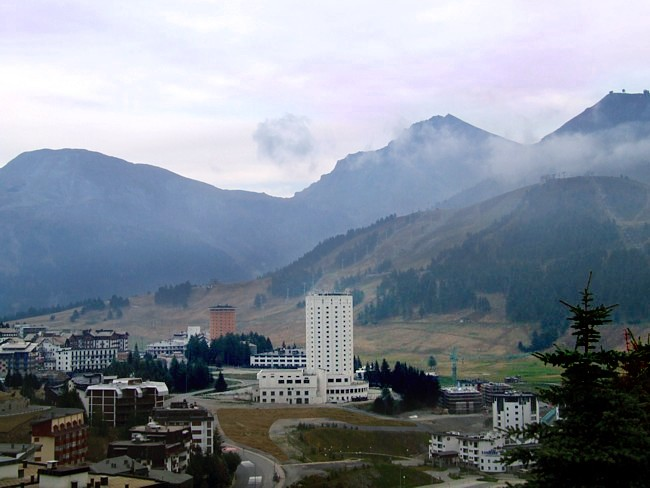
Ośrodek narciarski Sestriere

4. Zimowa Uniwersjada – międzynarodowe zawody sportowców – studentów, które odbyły się we włoskim Sestriere w Valle del Chisone. Impreza została zorganizowana między 5, a 13 lutego 1966 roku. Do Italii przybyło 434 zawodników z 29 krajów. Nad organizacją zawodów czuwała Fédération Internationale du Sport Universitaire. 

## Polskie medale
Reprezentanci Polski zdobyli aż 9 medali. Wynik ten pozwolił polskiej drużynie na uzyskanie 6. miejsca w klasyfikacji medalowej.

### Złoto
- Andrzej Bachleda-Curuś II – narciarstwo alpejskie, slalom specjalny

### Srebro
- Andrzej Bachleda-Curuś II – narciarstwo alpejskie, slalom gigant
- Andrzej Bachleda-Curuś II – narciarstwo alpejskie, trójkombinacja
- Weronika Budny – narciarstwo klasyczne, bieg 8 km
- Andrzej Sztolf – narciarstwo klasyczne, skoki narciarskie, indywidualnie

### Brąz
- Jerzy Woyna Orlewicz – narciarstwo alpejskie, slalom specjalny
- Jerzy Woyna Orlewicz – narciarstwo alpejskie, trójkombinacja
- Teresa Merena, Maria Krok, Weronika Budny – narciarstwo klasyczne, sztafeta 3 x 5 km

## Klasyfikacja medalowa
| Klasyfikacja medalowa | Klasyfikacja medalowa | Klasyfikacja medalowa | Klasyfikacja medalowa | Klasyfikacja medalowa | Klasyfikacja medalowa |
| --------------------- | --------------------- | --------------------- | --------------------- | --------------------- | --------------------- |
| Miejsce               | Reprezentacja         | Złoto                 | Srebro                | Brąz                  | Razem                 |
| 1                     | ZSRR                  | 5                     | 4                     | 3                     | 12                    |
| 2                     | Francja               | 5                     | 2                     | 1                     | 8                     |
| 3                     | Japonia               | 3                     | 2                     | 2                     | 7                     |
| 4                     | Szwajcaria            | 2                     | 2                     | 2                     | 6                     |
| 5                     | Bułgaria              | 2                     | 0                     | 0                     | 2                     |
| 6                     | Polska                | 1                     | 4                     | 3                     | 9                     |
| 7                     | Węgry                 | 1                     | 0                     | 0                     | 1                     |
| 8                     | Stany Zjednoczone     | 0                     | 2                     | 1                     | 3                     |
| 9                     | Czechosłowacja        | 0                     | 1                     | 4                     | 5                     |
| 10                    | Austria               | 0                     | 1                     | 1                     | 2                     |
| 11                    | Rumunia               | 0                     | 1                     | 0                     | 1                     |
| 12                    | Włochy                | 0                     | 0                     | 1                     | 1                     |
| 12                    | RFN                   | 0                     | 0                     | 1                     | 1                     |